# Atens konserthus
Atens konserthus ligger i Aten i Grekland. Byggnaden uppfördes åren 1976–1991 efter ritningar av arkitekt Emmanouil Vourekas.
Byggnaden invigdes 1991 med två konsertsalar. Sedan dess har den utökats med ytterligare två salar och har nu totalt fyra salar: två stora och två mindre. Hallen har faciliteter för operaföreställningar och några operor presenteras varje säsong.
Megaro Moussikis-stationen på Atens tunnelbana ligger precis utanför hallen, på linje 3.